# Prix Bolyai
Pour les articles homonymes, voir Bolyai.
Le Prix Bolyai, officiellement : le Prix international de mathématiques János Bolyai (en hongrois : Bolyai János nemzetközi matematikai díj) est un prix international pour les mathématiciens fondé par l'Académie hongroise des sciences.

## Le prix
Le prix portant le nom du mathématicien hongrois János Bolyai est décerné tous les cinq ans aux mathématiciens ayant publié leur monographie décrivant leurs propres et importants résultats au cours des 10 dernières années. En 2010, le prix est doté d'un montant de 25 000 dollars américains et d'une médaille plaqué or de 70 mm de diamètre.

## Histoire
Ce prix a été fondé le 27 janvier 1902. À l'origine, il était prévu comme une sorte de prix Nobel des mathématiques. Il a été décerné la première fois en 1905 à l'occasion du centenaire de János Bolyai, puis en 1910. À cause de la Première Guerre mondiale et des événements historiques qui ont suivi, la distribution du prix s'est arrêtée. Dans les années 1990, en saisissant l'occasion que l'an 2000 a été déclaré « année des mathématiques » par l'UNESCO, le prix a été distribué à nouveau.

## Liste des lauréats
- 1905 –  Henri Poincaré
- 1910 –  David Hilbert
- 2000 –  Saharon Shelah[2]
- 2005 –   Mikhaïl Gromov
- 2010 –   Yuri Manin[3]
- 2015 –  Barry Simon[4]
- 2020 -  Terence Tao pour Nonlinear Dispersive Equations: Local and Global Analysis, American Mathematical Society, 2006.  (ISBN 9780821841433)[5]